# Перевертка
Перевертка (Anastrepta) — рід печіночників родини незірколистових (Anastrophyllaceae).
Види цього роду зустрічаються в Євразії та Північній Америці.
Види:
- Anastrepta bifida (Stephani) Stephani[1]
- Anastrepta longissima (Stephani) Stephani[1]
- Anastrepta orcadensis (Hook.) Schiffner[1]